# 罗伯特·纽伯里
罗伯特·纽伯里（英語：Robert Newbery，1979年1月2日—），澳大利亚男子跳水运动员。他曾代表澳大利亚参加2000年、2004年和2008年夏季奥林匹克运动会跳水比赛，获得三枚铜牌，均来自双人项目。